# 叶皮法尼夫卡
49°4′57″N 38°34′26″E / 49.08250°N 38.57389°E

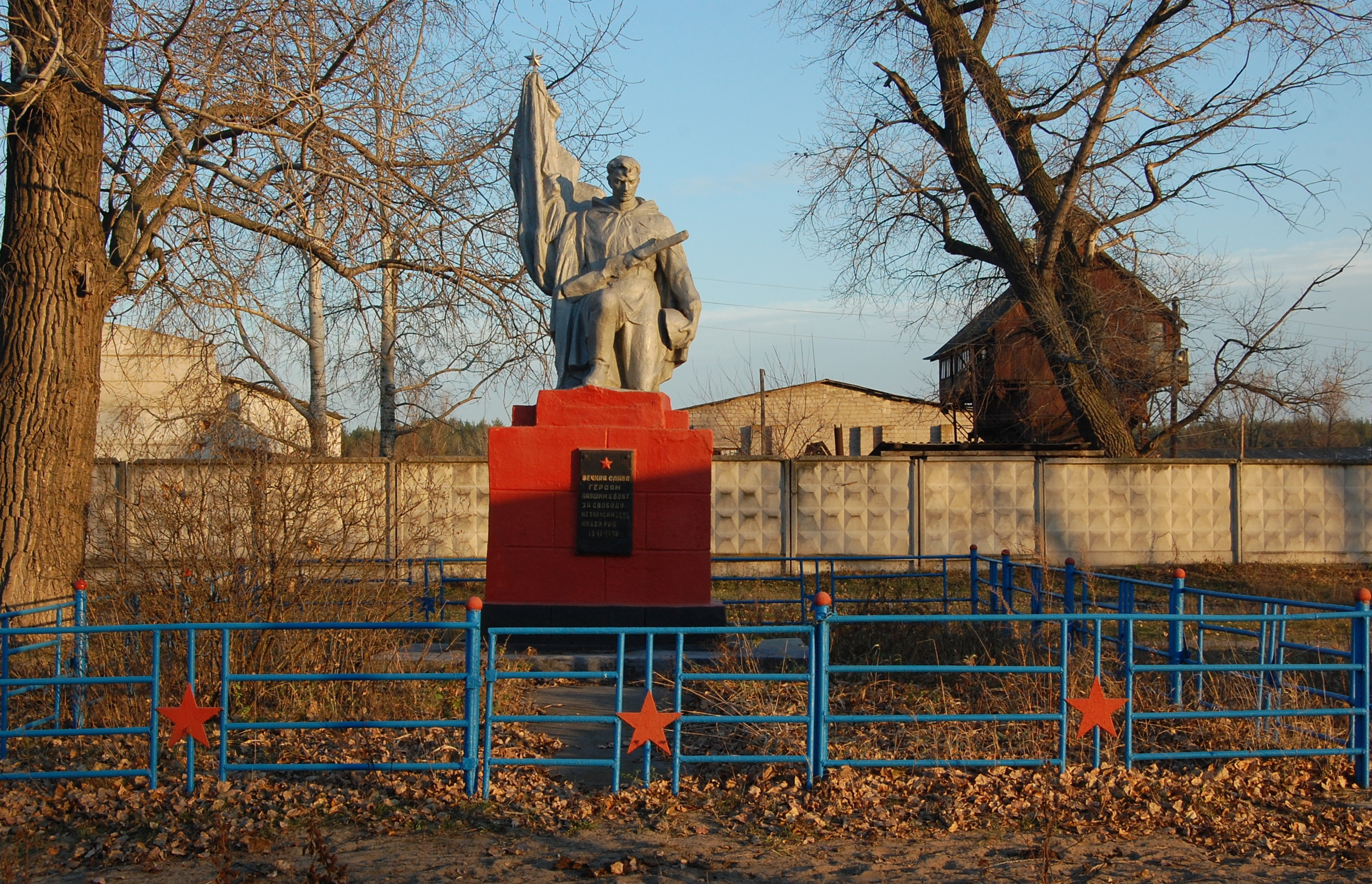
纪念碑

叶皮法尼夫卡（烏克蘭語：Єпіфанівка）是位於烏克蘭東部的村莊，由盧甘斯克州北頓涅茨克區的北頓涅茨克市鎮負責管轄。該村始建於1755年，面積5.42平方公里，海拔高度65米，2001年人口1,118，人口密度每平方公里206.3人。